# Sofia Åhman (idrottslärare)

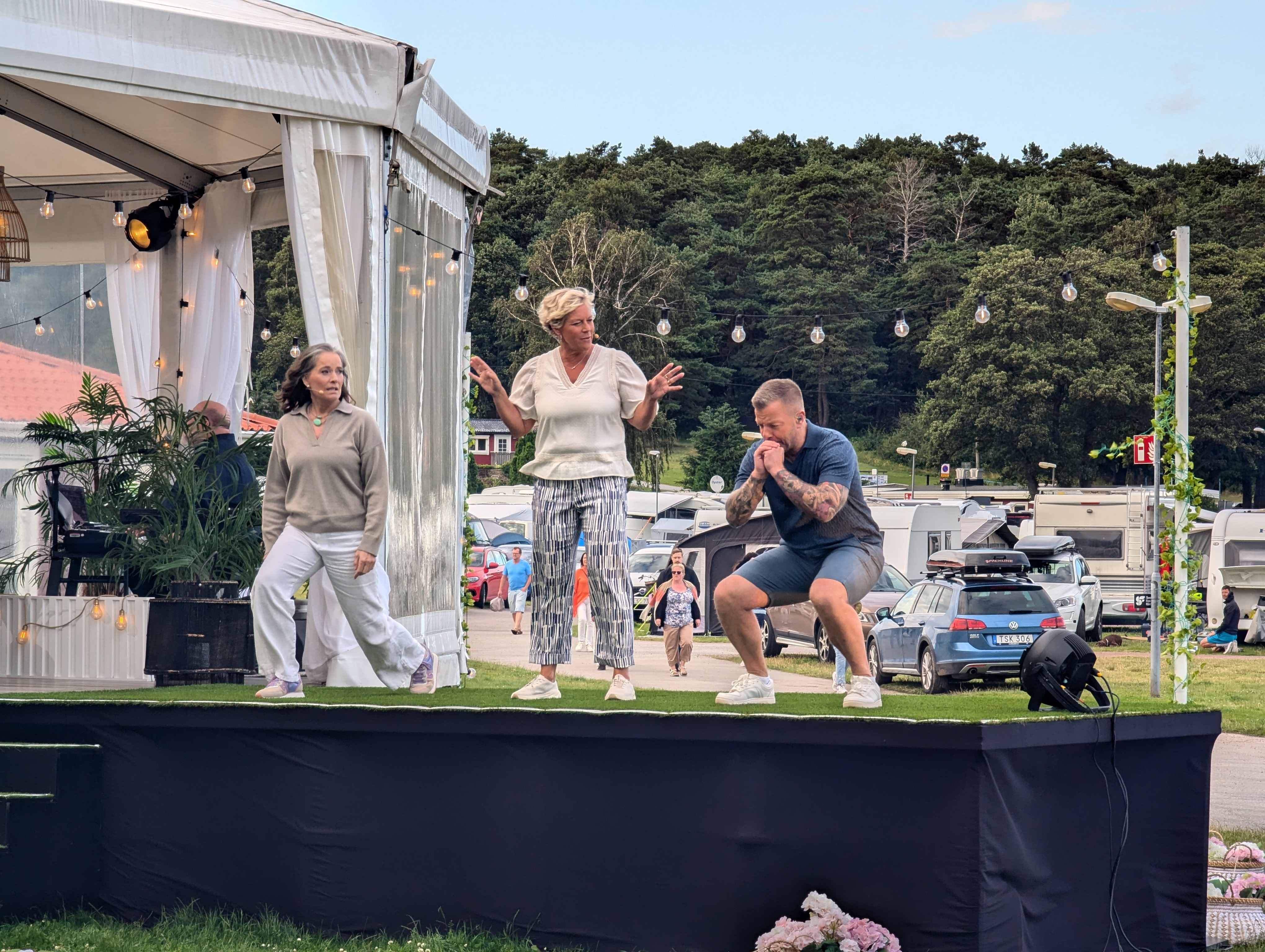
Sofia Åhman (mitten) tillsammans med Agneta Sjödin (vänster) och Casper Jarnebrink (höger) i samband med Bingolottos sommarkväll 2024.

Anna Sofia Åhman, ogift Nyberg, född 11 februari 1971 i Ålidhems församling i Umeå i Västerbottens län, är en svensk TV-profil, idrottslärare och personlig tränare.

## Biografi
Sofia Åhman är uppvuxen i Örnsköldsvik och började tidigt med gymnastik och truppgymnastik. I vuxen ålder började hon sedan leda gruppträning i aerobics och utbildade sig till idrottslärare.
Åhman har under flera år tipsat om träning i Go'kväll i SVT.  I samband med att Covid-19-pandemin briserade år 2020, fick Åhman en förfrågan om att leda någon form av träningsprogram på SVT för äldre tittare som plötsligt tvingats att stanna hemma. Programmet Hemmagympa med Sofia fick god respons av tittarna och fortsatte att produceras även efter att restriktionerna lättat. Åhman kom sedan att leda liknande program men med fokus på utomhusträning och yoga. Vid Kristallengalan 2020 tilldelades hon juryns specialpris för programmet.
Tillsammans med Gunilla Hasselgren gav hon ut boken Nystart 2014. Boken gick i nytryck 2020 i samband med att Åhmans träningsprogram på SVT ökade i popularitet.
Åhman är bosatt i Umeå, är gift och har två barn, däribland beachvolleybollspelaren David Åhman.